# Lignan-de-Bazas
 Lignan-de-Bazas  es una población y comuna francesa, situada en la Región de Nueva Aquitania, departamento de Gironda, en el distrito de Langon y cantón de Sud-Gironde.

## Demografía
| 264 | 215 | 234 | 219 | 236 | 245 |
| Para los censos de 1962 a 1999 la población legal corresponde a la población sin duplicidades (Fuente: INSEE [Consultar]) |     |     |     |     |     |